# FIAT-OCI
FIAT-OCI SpA ou Fiat-OCI Officine Costruzioni Industriali S.p.A. (Fiat-OCI - Constructions Industrielles SA) était une société créée en 1928 par la division Fiat Trattori du groupe italien Fiat.
Fiat Trattori était la division spécialisée matériel agricole et le plus important constructeur de tracteurs agricoles d'Europe. Après plusieurs opérations de rachat de sociétés étrangères, c'est devenu le géant multinational Case-New Holland Agriculture filiale du groupe CNH Industrial dont Fiat est le propriétaire.

## L'histoire
À la fin de la Première Guerre mondiale, la reprise économique est lente car il faut reconstruire les usines mais aussi les villes détruites. À partir de 1925, l'activité industrielle devient beaucoup plus forte et la demande de produits industriels comme les voitures, les véhicules utilitaires, camions et tracteurs agricoles explose au point que les usines turinoises du constructeur italien sont saturées. 
En 1928, le groupe Fiat décide de délocaliser sa fabrication de tracteurs de Turin vers un nouveau site industriel créé à Modène en Émilie-Romagne. Fiat Trattori va construire une nouvelle usine sur le site industriel de la société Officine Meccaniche Reggiane et crée la société FIAT-OCI - Officine Costruzioni Industriali S.p.A. (FIAT-OCI - Constructions Industrielles SA).
La construction de l'usine est très rapide car l'atelier existant qui occupait 180 personnes pour la fabrication de matériel ferroviaire, wagons et locomotives fut entièrement réaménagé et le personnel formé à la fabrication de tracteurs agricoles. Fiat fit construire par sa filiale travaux publics Fiat Impresit une importante extension qui permettra de créer 800 emplois nouveaux.
Le premier modèle qui sera fabriqué dans cette nouvelle usine sera le Fiat 702C de 28 CV. Ce tracteur restera en fabrication jusqu'en 1942 et plus de 4 000 exemplaires seront produits.
À partir de 1929, Fiat Trattori produit toujours plus de mille tracteurs par an.
En 1932, la division Fiat Trattori lance une nouveauté, le premier modèle à chenilles d'Europe, le Fiat 700C.

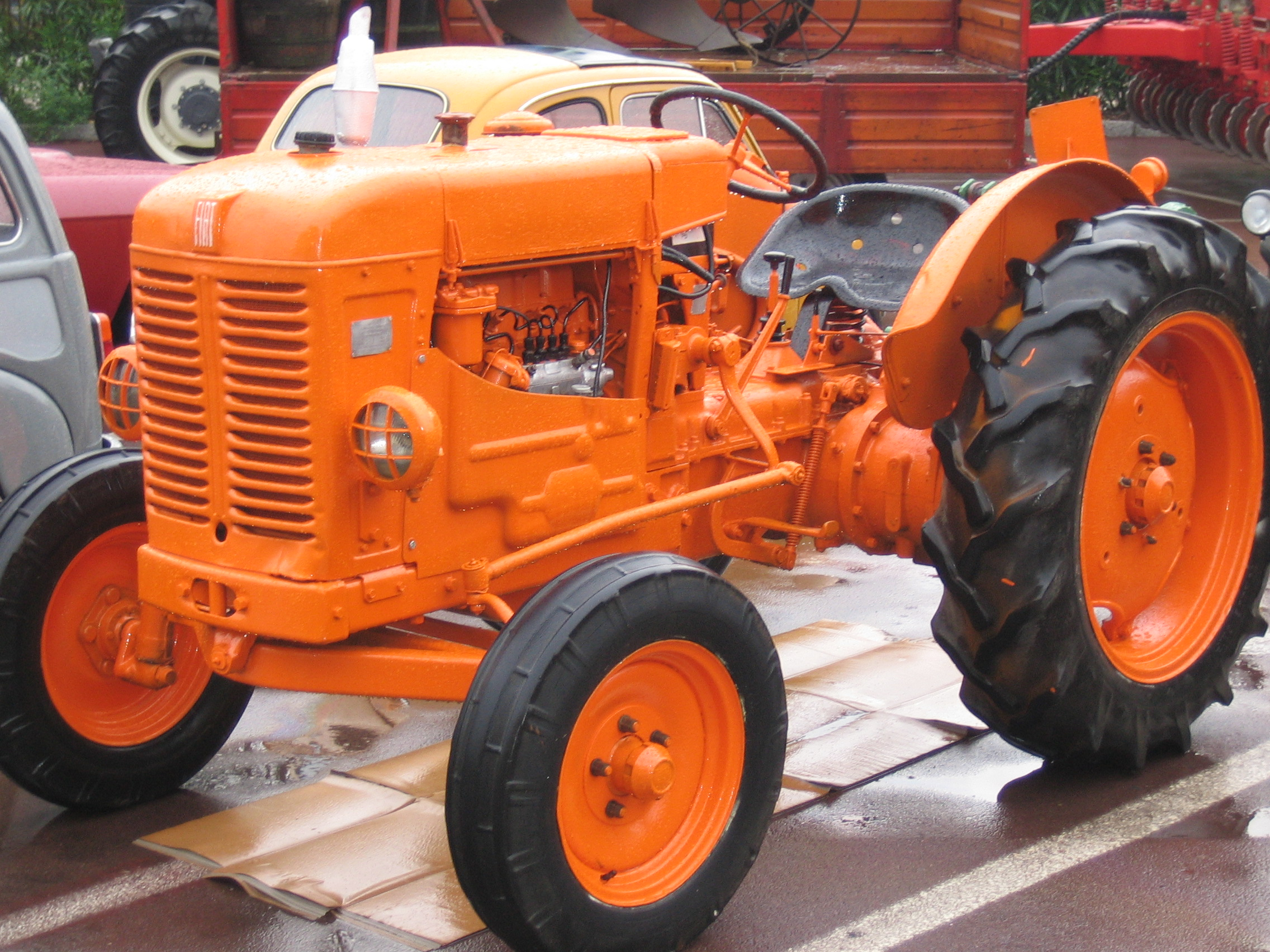
Tracteur Fiat 25R - 1951

L'installation de la division Fiat Trattori à Modène est très profitable car l'usine est située au beau milieu d'une des régions agricoles les plus importantes d'Italie. Fiat Trattori y met au point une nouveauté, le Fiat 700C équipé de chenilles marais.
En 1933 le groupe Fiat rachète la société OM qui produit des voitures particulières, des camions, des trains et des tracteurs agricoles.
Après une crise entre 1929 et 1933 due essentiellement à la réévaluation de la ₤ire italienne, à partir de 1934, l'Italie va connaître une croissance sans précédent jusqu'à la chute du fascisme en 1943/44. Durant cette période, Fiat-OCI fera l'acquisition d'une seconde usine dans la région de Modène.
En 1939, la division Fiat Trattori innove dans le système de production et démarre la fabrication en série d'une nouvelle gamme de tracteurs, le Fiat 40 Boghetto, avec une ligne de production inspirée des chaînes automobiles installées dans les usines de Mirafiori à Turin. Ce tracteur avait la particularité de posséder un moteur qui pouvait fonctionner indifféremment avec du pétrole, du gazole, de l'alcool, de l'essence, du méthane et au gazogène. Le moteur était breveté par l'ingénieur Fortunato Boghetto. Une version militaire tracteur d'artillerie a été également produite.
À partir de 1944 Fiat Trattori met à l'étude un nouveau modèle, le Fiat 50 à chenilles. Sa fabrication débutera en 1947 après avoir été caché pendant les dernières années de la Seconde Guerre mondiale à l'armée allemande, qui voulait le récupérer pour le fabriquer en Allemagne.
En 1949, Fiat Trattori lance le Fiat 600 et le Fiat 601 à chenilles, qui possédaient déjà un soulèvement hydraulique. Grâce à ces nouveaux modèles, la production dépassa les 1 832 exemplaires dans l'année.
Au début des années 1950, Fiat crée Someca en France, filiale spécialisée dans la production de tracteurs agricoles Fiat sous licence.
En 1951, Fiat Trattori lance le nouveau Fiat 25R, une de ses plus belles réussites. Ce tracteur de conception moderne et novatrice, inaugure la couleur orange qui restera la couleur officielle de la marque pendant le longues décennies, jusqu'en 1983, fera de Fiat Trattori le premier acteur sur le marché européen. Ce modèle sera décliné en un nombre considérable de versions spécialisées pour tous usages, sa production globale dépassera les 45 000 exemplaires.
L'année suivante les premiers tracteurs agricoles de la marque OM sont lancés. Ce sont des machines de forte puissance. Le plus connu et qui obtiendra un succès éclatant, est l'OM 35-40.
En 1954, Fiat Trattori lance le modèle qui sera le plus vendu des années 1950, le Fiat 18 "La Piccola".
En 1956, Fiat Trattori remplace sa gamme Fiat 50 par les Fiat 60. Avec cette nouvelle gamme, Fiat Trattori devient le premier constructeur au monde de tracteurs à chenilles, conserve ce titre encore de nos jours distançant largement son chalenger.
En 1957, la production des tracteurs agricoles de la division Fiat Trattori dépasse les 100 000 unités. En 1958, lancement du Fiat 411R, qui fera de Fiat Trattori le premier constructeur de tracteurs agricoles tous types confondus en Europe. Les tracteurs agricoles Fiat Trattori sont fabriqués et commercialisés sous les marques Fiat, Fiat OM, Fiat Someca en France, UTB en Roumanie, Türk Traktör en Turquie, Tovarna en ex Yougoslavie et Fiat Concord en Argentine.

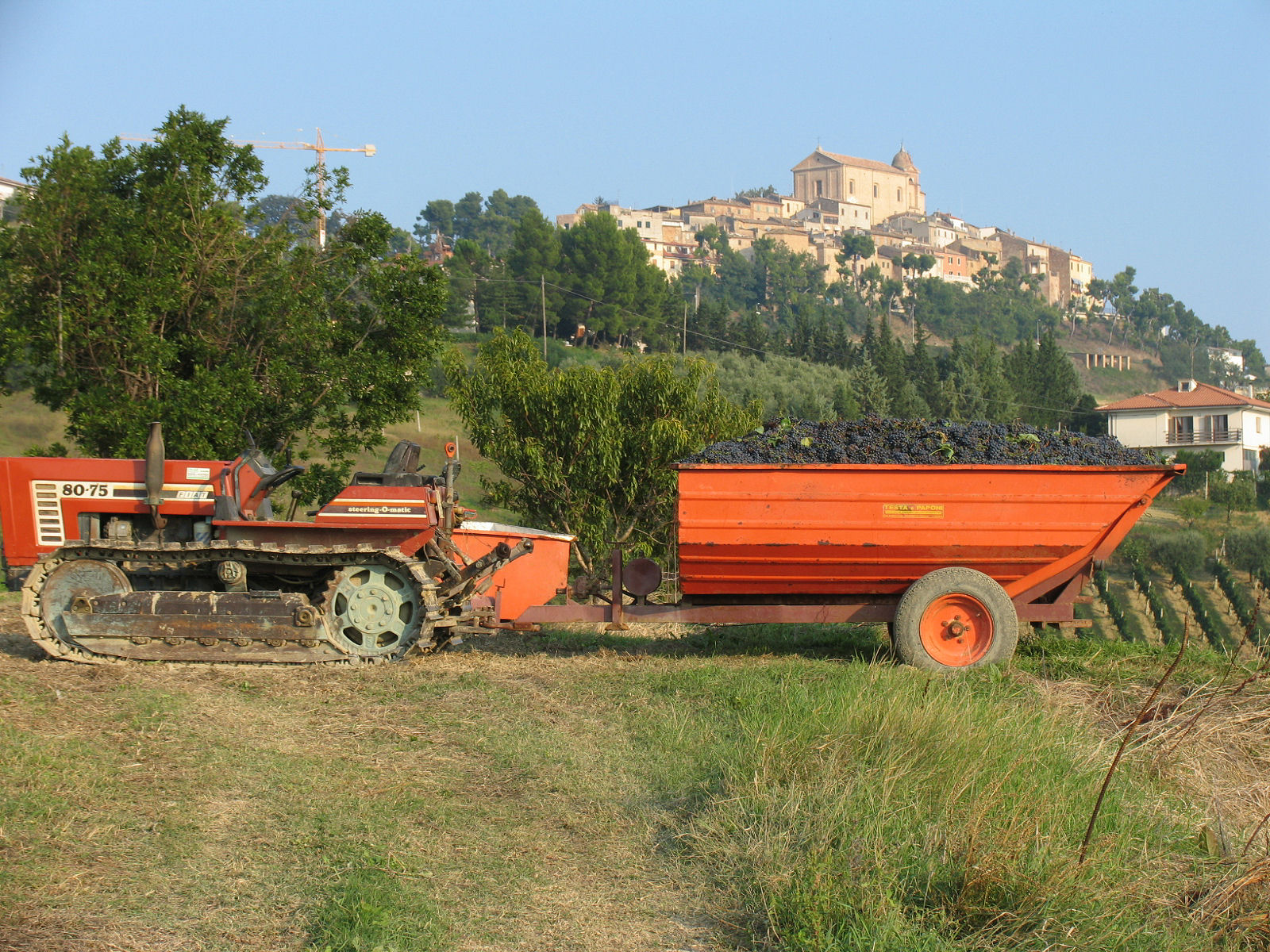
Tracteur FiatAgri 80-75

En 1974, le patron du groupe Fiat Gianni Agnelli décide de réorganiser complètement le groupe en transformant les divisions en sociétés ou holdings. Fiat Trattori devient une holding indépendante Fiat Trattori S.p.A. et intègre Fiat-OCI, Someca, Fiat Trattori Argentina, etc.
En 1975, Fiat Trattori SpA prend une participation de 20 % dans le constructeur italien Laverda SpA société fondée par Pietro Laverda en 1873 et qui est, depuis sa création, le spécialiste mondial des moissonneuses batteuses. La même année, Fiat Trattori SpA lance la série 80 avec 2 modèles : les Fiat 780 et 880. Ces tracteurs sont les premiers au monde à recevoir une plate forme suspendue par silent-blocs. La gamme sera complétée par la suite par les 580 et 680, avec une cabine dont le design est inclus dans le tracteur, créé par le maître Pininfarina puis en 1980 par les 980, 1180, 1380, 1580 et 1880.
En 1977, Fiat Trattori SpA rachète le constructeur américain Hesston Corporation. En 1978, la production de tracteurs Fiat Trattori en Italie s'élève à 300 exemplaires par jour et détient 9% du marché mondial.
Entre 1979 et 1983, Fiat Trattori SpA lance de nombreux modèles de tracteurs agricoles de forte puissance à partir de sa base américaine, la société Versatile. C'est ainsi que naîtront les Fiat-Versatile de 230, 280, 330 et 350 CV commercialisés sous la marque Fiat Trattori en Europe et Versatile aux États-Unis, Mexique et Australie.
En 1980, la production globale de Fiat Trattori SpA dépasse les 1 500 000 exemplaires. La même année, Fiat Trattori SpA rachète la totalité de Laverda SpA qui concentre toute la fabrication de moissonneuses batteuses du groupe Fiat.
En 1982, Fiat Trattori SpA lance la nouvelle Série 66 comprenant des modèles de 54 à 78 CV, surnommés les "journaliers" car ils peuvent accomplir n'importe quelle tâche quotidienne vu leur extrême polyvalence. Cette série sera aussi commercialisée sous la marque Hesston aux États-Unis, mais également sous la marque Ford et New Holland jusqu'en 1999.
En 1983, Fiat Trattori SpA rachète la société américaine Hesston, leader dans le secteur de la fenaison, le français Braud, leader des machines à vendanger et l'italien Agrifull, spécialiste des tracteurs de petite taille.
Fiat Trattori SpA devient un des premiers constructeurs mondiaux et sa raison sociale devient FIATAGRI. La marque change sa couleur de référence en passant de l'orange vif au rouge brique, qui deviendra la couleur de tous les matériels du nouveau groupe. Les marques Hesston et Braud sont incorporées dans le groupe FiatAgri mais leur nom continue à figurer aux côtés de FiatAgri sur les matériels de leur fabrication.
En 1984, FiatAgri lance la nouvelle série 90, qui remplace la série 80 et qui comporte de nombreux modèles répartis en deux catégories : moyenne basse (55-90, 60-90, 70-90, 80-90) et haute (115-90, 130-90, 140-90, 160-90, 180-90) commercialisés sous les marques FiatAgri, Agrifull et Ford, et ensuite New Holland.
En 1985, FiatAgri lance une série 90 baptisée pont avec les modèles 90-90, 100-90 et 110-90. Ces tracteurs seront fabriqués jusqu'en 1996 avant d'être remplacés par la série L badgée New Holland, et commercialisés sous les marques FIATAGRI et Ford.
Depuis le début de la décennie 1980, la demande de tracteurs agricoles baisse régulièrement. Plusieurs constructeurs se regroupent. FiatAgri voit sa production chuter de 20%. Le groupe Fiat décide alors de regrouper dans une seule holding Fiat Geotech les sociétés FiatAgri et Fiat-Allis.
En 1986, FiatAgri déplace son principal site productif de Modène à Jesi, près d'Ancône sur la côte adriatique ; la même année, lancement du petit tracteur chenillé FiatAgri 180-55, qui inaugure un système de transmission hydrostatique révolutionnaire.
La suite de l'histoire s'appelle Fiat Geotech.